# Plectrohyla pycnochila
Plectrohyla pycnochila är en groddjursart som beskrevs av George Bernard Rabb 1959. Plectrohyla pycnochila ingår i släktet Plectrohyla och familjen lövgrodor. IUCN kategoriserar arten globalt som akut hotad. Inga underarter finns listade i Catalogue of Life.